# عبد العزيز الزير
الدكتور عبد العزيز بن محمد الزير باحث وداعية إسلامي ومهتم بقضايا الشباب والمجتمع ومؤلف كتاب لا تخف ومجموعة كتب أخرى.

## السيرة
تحصل على بكالوريوس مكتبات ومعلومات من جامعة الإمام محمد بن سعود الإسلامية وماجستير مكتبات ومعلومات في  1418هـ من نفس الجامعة و تحصل منها على الدكتوراه من قسم إدارة المعلومات، بعنوان «مصادر المعلومات التربوية في مكتبات ومراكز المعلومات التربوية في دول مجلس التعاون». عمل من1 أكتوبر 1991م لدى مركز معلومات مجلس التعاون لدول الخليج العربية، وابتداءً من 25/7/2003م عمل في إدارة علاقات المنظمات بقطاع الشؤون السياسية لدى الأمانة العامة لمجلس التعاون لدول الخليج العربية وحالياً مستشاراً بقطاع الشئون السياسية بالأمانة العامة لمجلس التعاون لدول الخليج العربية

## نشاطات مهنية
- عضو هيئة التدريس بمركز محمد بن نايف للمناصحة والرعاية
- عضو الهيئة الاستشارية بمركز صوت الوطن
- معد ومقدم برنامج ملفات شائكة على قناة صلة الفضائية كل يوم اثنين الساعة التاسعة مساءً
- كاتب ومستشار أسري واجتماعي سابقاً لصحيفة المناطق الاليكترونية
- محاضر لمادة تاريخ كتب ومكتبات في مركز دراسات الطالبات - قسم المكتبات والمعلومات بجامعة الإمام محمد بن سعود الإسلامية
- مشرف التوظيف والتدريب للعاملين مساءً لدى مكتبة الملك فهد الوطنية سابقا
- رئيس نادي المكتبة الرياضي والثقافي والاجتماعي لدى مكتبة الملك فهد الوطنية سابقا
- رئيس لجنة التكافل الاجتماعي لدى مكتبة الملك فهد الوطنية سابقا
- رئيس اللجنة الثقافية لدى مكتبة الملك فهد الوطنية سابقا
- كاتب في جريدة الجزيرة حتى عام 1422هـ.
- رئيس مجلس إدارة صحف النبأ وارض الوطن ووعي المستهلك الاليكترونية سابقاً
- المشرف العام على جوال موسوعة المرأة في القرآن الكريم
- المشرف العام على جوال قناة الدانة لتعبير الرؤى والأحلام سابقا
- المشرف العام على جوال (لا تخف) للاستشارات الأسرية والاجتماعية عن طريق المشغل شركة آيد كس
- المشرف العام على منتديات وموقع الدكتور عبد العزيز الزير
- المستشار الديني والاجتماعي لإذاعة يو إف إم سابقا
- مشرف على مشروع تأهيل ومساعدة المخترعين الناشئين

## شهادات تقديرية
- شهادة شكر وتقدير من مكتبة الملك فهد الوطنية
- شهادة شكر وتقدير من مدير مركز معلومات مجلس التعاون.
- شهادة شكر وتقدير من الرئاسة العامة لرعاية الشباب.
- حاصل على عدة أوسمة ودروع تذكارية بمناسبة المشاركة في بعض الفعاليات.
- شهادة شكر وتقدير من جمعية الصحفيين السعوديين.
- درع قناة الاقتصادية الفضائية
- درع مجموعة الحكير الترفيهية
- درع ووسام من قناة الدولية الفضائية.
- درع وشهادة تقدير من شاليهات اليمامة
- درع قناة الرسالة الفضائية
- شهادة شكر وتقدير من كلية البنات بجامعة الأمير سلطان بن عبد العزيز
- درع تكريمي من جمعية حماية المستهلك
- درع تكريمي من جمعية إنسان
- درع تكريمي من ملتقى نسيم الرياض الثاني
- شهادة تقدير من جمعية حركية
- درع من مجموعة بصيرتي للمكفوفين
- شهادة تقدير من الجامعة العربية المفتوحة – فرع السعودية
- درع تكريمي من المديرية العامة لمكافحة المخدرات
- درع من مدينة الملك عبد العزيز - إدارة براءات الاختراع
- درع من مجمع الفرقان لتحفيض القرآن

## عضويات مهنية
- عضو بجمعية المكتبات المتخصصة / فرع الخليج العربي.
- عضو في الهيئة العليا للإعجاز في القرآن الكريم
- عضو مجلس إدارة لجنة التنمية الاجتماعية الأهلية بحي السويدي – مشروع بيوت مطمئنة.
- عضو مؤسس لجمعية رعاية أسر مدمني المخدرات.
- عضو حملة السكينة التابعة لوزارة الشئون الاجتماعية
- الأمين العام لحملة خدمة المجتمع

## المؤلفات
- كتاب لا تخف – الطبعة الثانية – نفذت مائة الف نسخة من الطبعة الأولى
- موسوعة المرأة في القرآن الكريم وأوجه تكريمها في الإسلام.
- كتاب كلنا من تراب
- كتاب كيف تفسر أحلامك؟ طريقك للتعرف على فئات معبري الرؤى وأساليب وأدوات علم تعبير الرؤى – الطبعة الثانية
- كتاب أسرار بيوت النبي محمد صلى الله عليه وسلم
- كتاب قصص نساء ما قبل الإسلام في القرآن الكريم
- كتاب قصص نساء العهد النبوي في القرآن الكريم
- رسالة في تحريم الزنى والشذوذ الجنسي في الإسلام
- كتاب المرأة بين الإهانة والتكريم
- كتاب نحن من أهان المرأة
- كتاب عمل المرأة في الإسلام
- كتاب عائشة سيدة بيت النبوة
- كتاب وفي أنفسكم
- كتيب حواء عليها السلام
- كتيب واغلة زوجة نوح
- كتيب والهة زوجة لوط
- كتيب خديجة بنت خويلد
- كتيب سودة بنت زمعة
- كتيب حفصة بنت ابي بكر
- كتيب زينب بنت خزيمة
- كتيب أم سلمة
- كتيب زينب بنت جحش
- كتيب جويرية بنت الحارث
- كتيب ريحانة بنت زيد بن عمرو
- كتيب رملة بنت ابي سفيان
- كتيب صفية بنت حيي بن أخطب
- كتيب ميمونة بنت الحارث
- كتاب سحرة ومسحورون
- كتاب قضايا ممنوعة
- كتاب أسرار الرقية الشرعية
- كتاب خوارق ملفقة
- كتاب فساد وظلم عباد
- كتاب اطمئن
- كتاب الاتجاهات النوعية لنشر الكتاب التجاري في المملكة العربية السعودية – الأصل رسالة الماجستير
- كتاب مصادر المعلومات التربوية في المكتبات ومراكز المعلومات التربوية في دول مجلس التعاون الخليجي – الأصل رسالة الدكتوراه
- كتيب تكريم الإسلام لليتيمة
- كتاب سحرة ومسحورون
- مذكرات راقي شرعي - تحت الإعداد
- نساء لم تسمع بهن
- حريم المدينة
- طور ذاتك من أحلامك
- طور ذاتك من إسلامك